# Čučer-Sandevo
Čučer-Sandevo (Macedonisch: Чучер-Сандево) is een gemeente in Noord-Macedonië.
Čučer-Sandevo telt 8493 inwoners (2002). De oppervlakte bedraagt 240,78 km², de bevolkingsdichtheid is 35,3 inwoners per km².